# Kostel svatého Jana Křtitele (Běstvina)
Barokní kostel svatého Jana Křtitele se nalézá uprostřed hřbitova na návrší na východním okraji obce Běstvina v okrese Chrudim. Kostel svatého Jana Křtitele v Běstvině je od roku 1958 chráněn jako kulturní památka.

## Historie
Původní románský kostel v Běstvině byl poprvé v písemných pramenech připomínán k roku 1137 v letopisu kanovníka vyšehradského jako farní kostel svatého Jana Křtitele. Ve 14. století byl vystavěn na dominantním návrší nad obcí Běstvina gotický kostel svatého Jana Křtitele.[zdroj?]
Tento gotický kostel byl v roce 1726 zcela přestavěn v barokním stylu nákladem Leopolda hraběte z Birkenštejna, údajně podle plánů čelního architekta českého baroka Jana Blažeje Santiniho nebo Jana Jakuba Vöglera. Kostel byl uvnitř zcela dokončen a vybaven vším potřebným interiérovým zařízením až kolem roku 1740.

## Popis
Kostel svatého Jana Křtitele je jednolodní orientovaný kostel s obdélnou lodí osvětlenou dvěma páry oken zakončených nahoře půlkruhem, jedním postranním oknem na kruchtě a jedním postranním oknem v západním průčelí. Okna jsou opatřena šambránami. Kostelní loď je zakončena polokruhovým presbytářem, osvětleným trojicí půlkruhem zakončených oken, k jehož podélné částí jsou přistavěny patrové přístavky sakristie a kaple Božího hrobu.
Vstup do kostela je umístěn v západním průčelí, ke kterému vede oválné vnější dvoukřídlé schodiště, nad nímž se nachází hlavní portál s ušima a birkenštejnským erbem. V průčelí je umístěna dvoupatrová hranolová věž s bání a lucernou zakončenou makovicí s křížem. Patro věže je osvětleno vysokými, nahoře půlkruhově zakončenými okny umístěnými v šambránách. Nízké zvonové patro převyšuje střechu kostelní lodi a je opatřeno trojicí nižších zvonových oken zakončených půlkruhem. Věž je zpevněna na nárožích zaoblenými opěráky. Fasádu věže člení pilastry, krytina věže je plechová.
Fasádu kostelní lodi člení pilastry a dvě dvojice nižších opěráků. Nad okny probíhají okolo celého kostela dvě profilované římsy. Střešní krytinu lodi a přistavěných kaplí tvoří tašky, krytina presbytáře je plechová. Nad přesbytářem je v hřebeni střechy umístěn plechový sanktusník.
Přízemí věže je valeně sklenuté. Závěr kostela je sklenut konchou s výsečemi; půlkruhovým triumfálním obloukem oddělený presbytář a loď mají naopak valenou klenbu s trojúhelnými výsečemi. V sakristii, kapli a v oratořích pak jsou křížové hřebínkové klenby.
V nepřístupné kryptě kostela, která byla prohlášena přírodní památkou, je zimoviště netopýra vrápence malého, čtvrtá největší lokalita tohoto druhu v Česku.
Hodnotné vnitřní vybavení kostela pochází z let okolo 1730–1740.

## Galerie

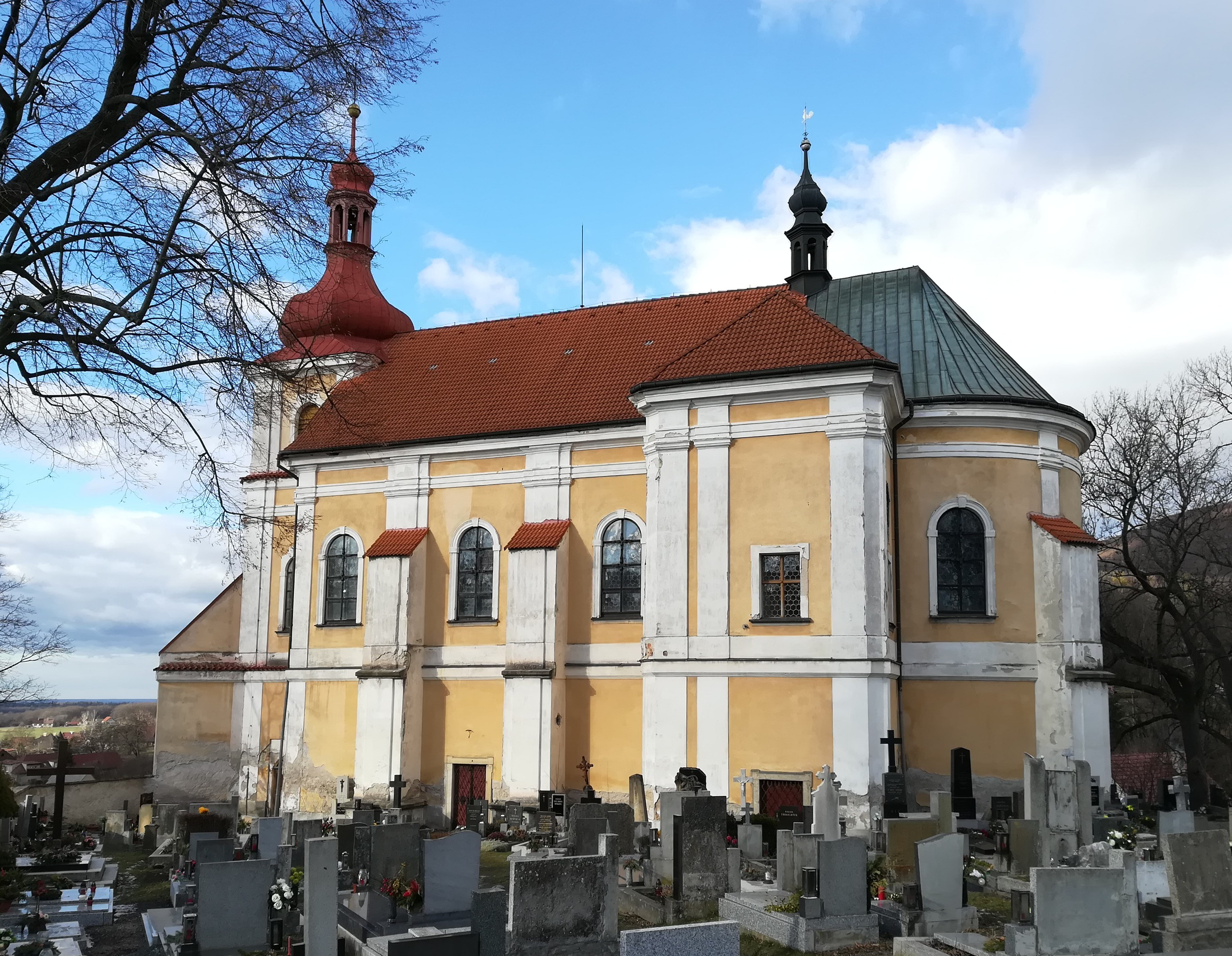
Kostel svatého Jana Křtitele v Běstvině v roce 2019
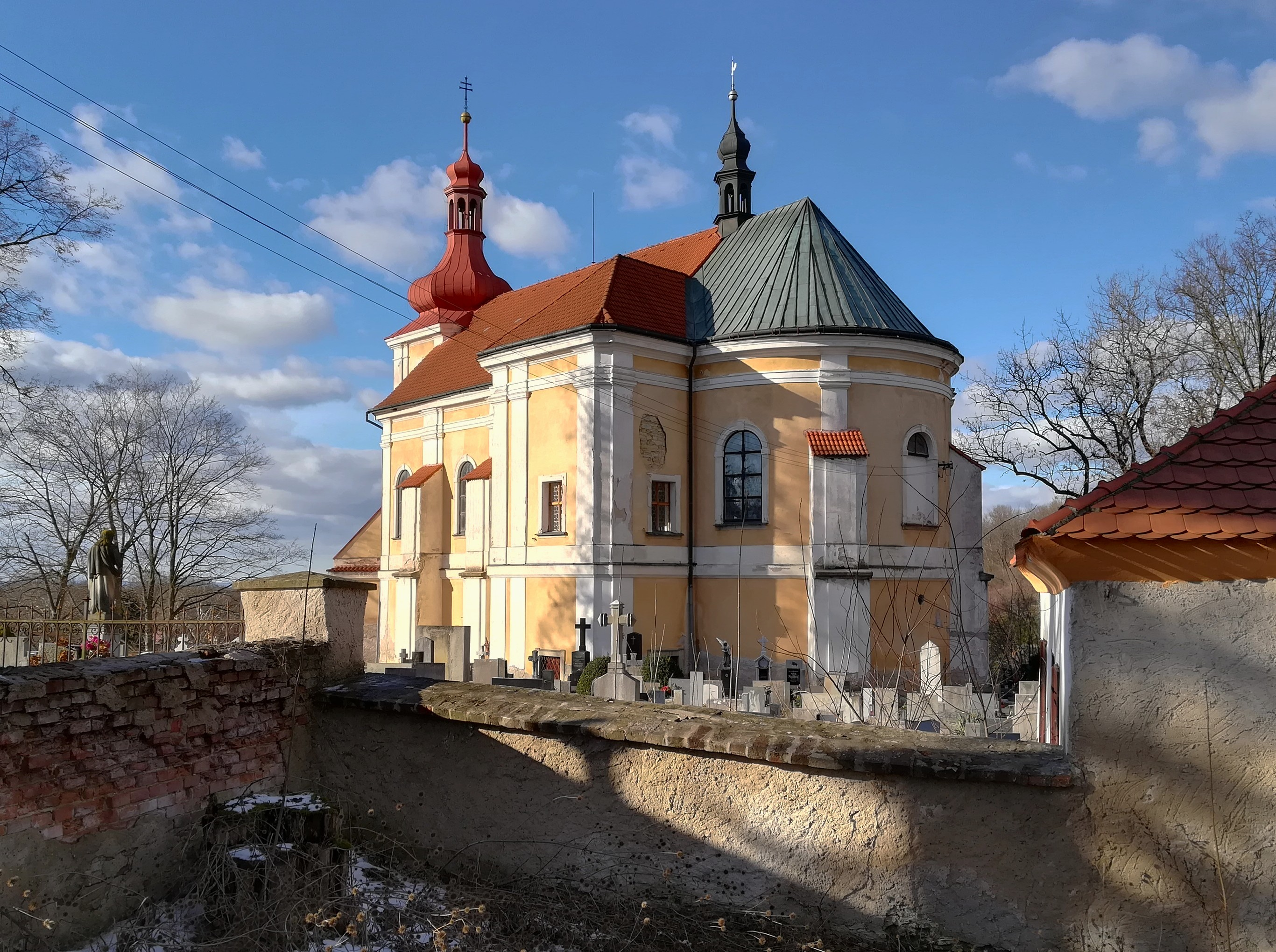
Presbytář
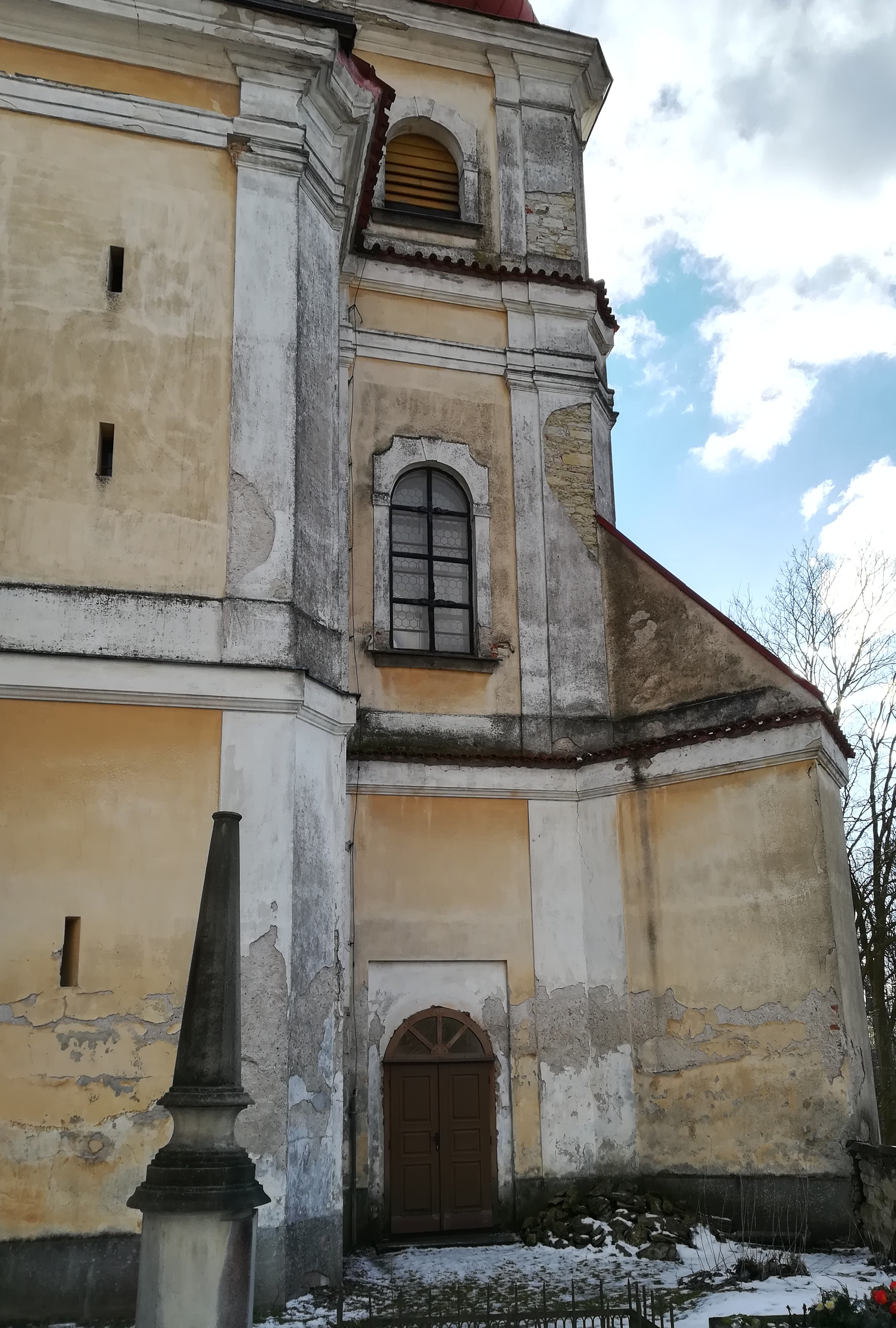
Presbytář